# Cynthia Hotton
Cynthia Liliana Hotton (Buenos Aires, 17 de janeiro de 1969) é uma política, economista, diplomata e ex-deputada argentina pertencente ao partido Valores Para O Meu País, que fundou quando deixou o espaço para o qual foi eleita, Compromisso de Mudar.
Em 2019 foi candidata a vice-presidente da Frente NOS (atual partido NOS), acompanhando Juan José Gómez Centurión. Hotton se opôs à legalização da interrupção voluntária da gravidez, é cristã evangélica e tem posições democratas-cristãs em questões econômicas.